# 美国威士忌

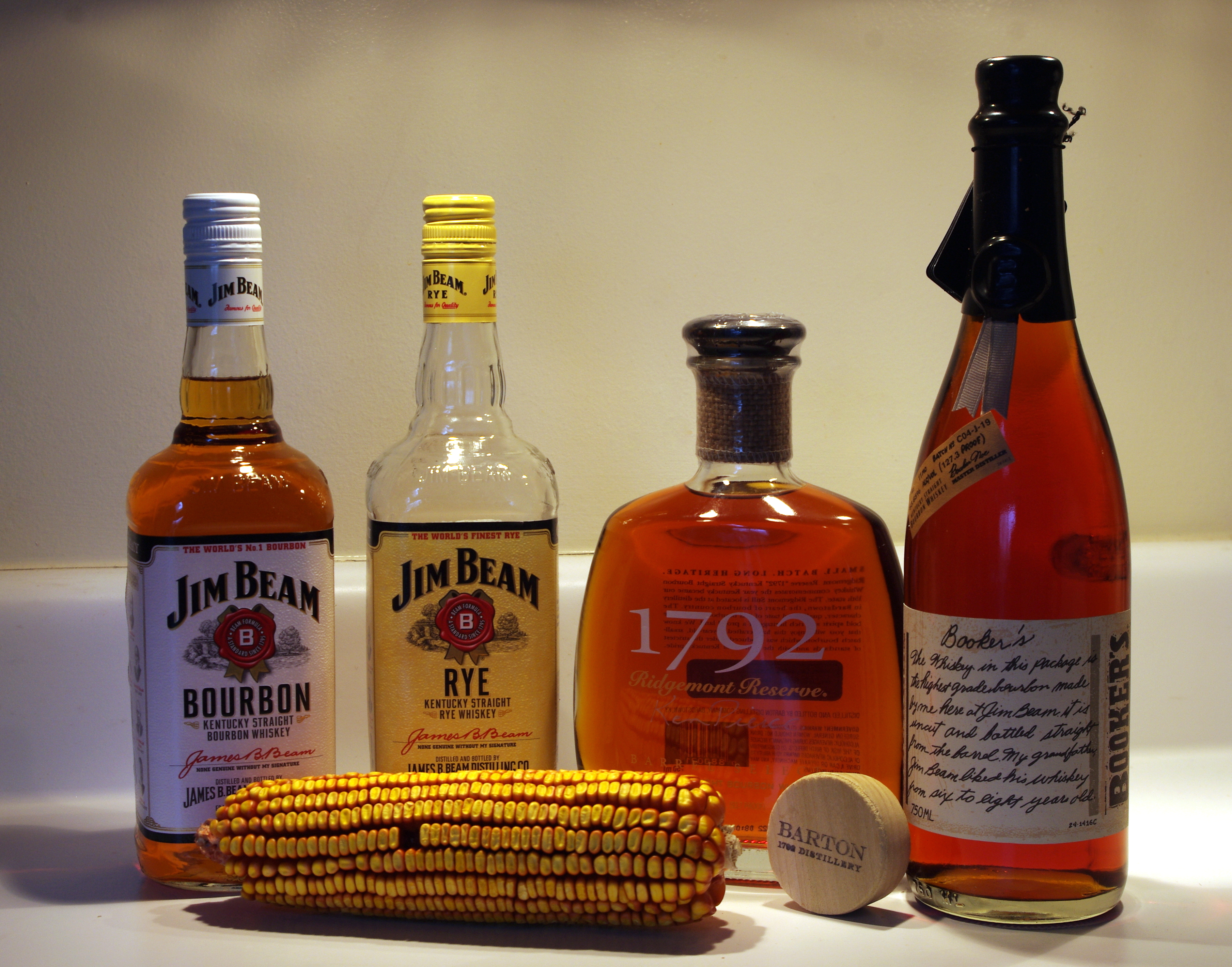
生產於美國的威士忌

美国威士忌是指在美国生产的威士忌。包括波本威士忌、黑麦威士忌、黑麦麦芽威士忌、麦芽威士忌、小麦威士忌、田纳西威士忌和玉米威士忌在內的酒都屬於美國威士忌。美国威士忌与苏格兰威士忌在制法上大致相似，但所用的谷物不同，美国威士忌蒸馏出的酒精度數也较苏格兰威士忌低。